# アンドリュー・スミス
アンドリュー・スミス（Andrew Smith、2000年7月21日 - ）は、ユナイテッド・ラグビー・チャンピオンシップ、コナートに所属するラグビー選手。

## プロフィール
- アイルランド・ダブリン出身[1]。
- ポジションはウィング(WTB)。
- 身長 185cm、体重 86kg
- U20アイルランド代表に選ばれたことがある[2]。

## 略歴
2021年、レンスターに加入。 
2022年、ラグビーワールドカップセブンズ2022の7人制アイルランド代表に選ばれて3位に貢献。
2023年、コナートに加入。
2024年、パリ五輪の7人制アイルランド代表に選ばれた。